# Стандарты безопасности труда
Стандарты безопасности труда представляют собой набор нормативных документов, в которых рассматриваются риски для безопасности и здоровья на рабочем месте.

## История
Русский ученый Михаил Ломоносов в 1763 году впервые описывает опасность горных разработок в своей книге «Первые основы металлургии, или рудные дела» [2]. История безопасности человека на рабочем месте началась в 1802 году благодаря Закону о здоровье и нравственности учеников(Health and Morals of Apprentices Act).

## Организации охрана труда
- США Occupational Safety and Health Act (OSHA). The Occupational Safety and Health Act of 1970 mandates that all nongovernment employers provide a safe and healthful workplace for their employees.
- National Institute for Occupational Safety and Health (NIOSH)[2]
- США National Council on Radiation Protection and Measurements (NCRP)
- Болгария Организация на дейността за осигуряване на Здраве и безопасност (Organization of Health and Safety Activities)[3]
- Россия Организация пропаганды по охране труда и безопасности[4]
- Китай China Occupational Safety and Health Association (COSHA)
- Индия Ministry of Labor and Health[5] OSH India[6]
- Испания Instituto Nacional de Seguridad e Higiene en el Trabajo
- Бразилия Ministério Público do Trabalho

## Классификация

### Стандартная защита от радиочастотных электромагнитных полей
- США  ANSI/IEEE C95.1–1992
- Россия ГОСТ 12.4.306-2016
- Болгария БДС EN 50664:2017
- Европейский союз 1999/519/CE
- Германия DGUV V15
- Польша PN-EN ISO/IEC 17025:2005

### Стандарт лазерной защиты
- США EN 60825 (IEC 825)
- Россия ГОСТ IEC 60825-4-2014 Безопасность лазерной аппаратуры
- Болгария БДС EN 171:2005/Наредба № 9 от 28 октомври 1986
- Польша PN-91/T-06700

### Защита от машинных масел
- DIRECTIVE 2005/69/EC
- Швейцария CC 813.11 Ordinance on Protection against Dangerous Substances and Preparations
- Польша PN-EN 589

### Безопасность электросварочные
- Россия ГОСТ 12.3.003-86 Система стандартов безопасности труда (ССБТ). Работы электросварочные. Требования безопасности
- США AWS D17.1/D17.1M:2017
- Франция NF A 85-002
- Германия DIN EN 1011-1
- Испания NTP 494: Soldadura eléctrica al arco: normas de seguridad
- Польша PN-EN 1598:2004 Norma wycofana i zastąpiona przez
- Болгария БДС EN ISO 14555:2017

### Вибробезопасность
- США    AS2670 - 2001 Evaluation of human exposure to whole-body vibration.
- США  AS ISO 5349.1-2013 Mechanical vibration - Measurement and evaluation of human exposure to hand-transmitted vibration - General requirements
- Россия ГОСТ 12.1.012-78 Система стандартов безопасности труда. Вибрация. Общие требования безопасности
- Франция NF EN ISO 13090 Vibrations et chocs mécaniques
- Польша NTP 839 Notas Técnicas de Prevención 839 Exposición a vibraciones mecánicas. Evaluación del riesgo
- Польша 2002/44/WE Direktiwa w sprawie minimalnych wymagańw zakresie ochrony zdrowia i bezpieczeństwa dotyczącychnarażenia pracowników na ryzyko spowodowane czynnikami fizycznymi (wibracji)
- Болгария БДС 12.1.012:1980 Охрана на труда. Вибрации. Общи изисквания за безопасност на труда[7]

### Безопасность шума
- США IEEE 656-2018 - IEEE Standard for the Measurement of Audible Noise from Overhead Transmission Lines
- Россия ГОСТ 12.1.003-83 ССБТ. Шум. Общие требования безопасности
- Польша PN-EN 352-5:2005/A1:2007
- Франция NF EN 61310-1 Sécurité des machines - Indication, marquage et manoeuvre - Partie 1 : exigences pour les signaux visuels, acoustiques et tactiles
- Германия DIN 4109 Normenübersicht Schallschutz (Bau- und Raumakustik)

### Ультразвуковая безопасность
- Россия ГОСТ 12.1.001-89 Система стандартов безопасности труда (ССБТ). Ультразвук. Общие требования безопасности
- США IEEE 790-1989 - IEEE Guide for Medical Ultrasound Field Parameter Measurements
- Франция NF C74-335
- Германия DIN EN 60601-2-5
- Болгария БДС 12.1.001:1979 Охрана на труда. Ултразвук. Общи изисквания по безопасност на труда

## Символы Охрана труда
- ГОСТР:ИСО  13688 -2016 Приложение Е
- Европейские пиктограммы опасности
- ADR Европейские знаки опасности
- Пиктограммы опасности СГС
- Зеленые символы  аварийные выходы, пути эвакуации и аптечки первой помощи ISO 7010

Обязательный синий - инструкции по мытью рук, использованию ремней безопасности или, например, защитных очков
Красный запрет - инструкция не трогать, не входить, нет доступа и даже эвакуации
- Взрывчатое вещество пиктограммы опасности
- Символ неионизирующего электромагнитного излучения
- Предупреждение о магнитном поле
- Пиктограмма для легковоспламеняющихся веществ
- Используйте средства защиты слуха ISO 7010
- Знак безопасности Спасательное окно